# نيلسون (مدينة)
نيلسون مدينة نيوزيلندية تقع في إقليم نيلسون. تشتهر بأنها مدينة سياحية تعليمية، ويقصدها من يريد تعلم اللغة الإنجليزية لقلة العرب بها، آمنة جداً وتمتاز بجمالها الطبيعي بما أنها تقع في الجزيرة الجنوبية للدولة النيوزيلندية,
عدد سكانها 59,200 نسمة. والكثافة السكانية هي 102.2 /كم². مناخها محيطي .

## المناخ
يظهر الجدول التالي التغييرات المناخية على مدار السنة لنيلسون:
| البيانات المناخية لـنيلسون         | البيانات المناخية لـنيلسون | البيانات المناخية لـنيلسون | البيانات المناخية لـنيلسون | البيانات المناخية لـنيلسون | البيانات المناخية لـنيلسون | البيانات المناخية لـنيلسون | البيانات المناخية لـنيلسون | البيانات المناخية لـنيلسون | البيانات المناخية لـنيلسون | البيانات المناخية لـنيلسون | البيانات المناخية لـنيلسون | البيانات المناخية لـنيلسون | البيانات المناخية لـنيلسون |
| الشهر                              | يناير                      | فبراير                     | مارس                       | أبريل                      | مايو                       | يونيو                      | يوليو                      | أغسطس                      | سبتمبر                     | أكتوبر                     | نوفمبر                     | ديسمبر                     | المعدل السنوي              |
| ---------------------------------- | -------------------------- | -------------------------- | -------------------------- | -------------------------- | -------------------------- | -------------------------- | -------------------------- | -------------------------- | -------------------------- | -------------------------- | -------------------------- | -------------------------- | -------------------------- |
| متوسط درجة الحرارة الكبرى °م (°ف)  | 22.4 (72.3)                | 22.6 (72.7)                | 21.0 (69.8)                | 18.1 (64.6)                | 15.6 (60.1)                | 13.1 (55.6)                | 12.5 (54.5)                | 13.4 (56.1)                | 15.0 (59.0)                | 16.9 (62.4)                | 18.9 (66.0)                | 20.7 (69.3)                | 17.5 (63.5)                |
| المتوسط اليومي °م (°ف)             | 17.8 (64.0)                | 17.9 (64.2)                | 16.1 (61.0)                | 13.2 (55.8)                | 10.5 (50.9)                | 7.9 (46.2)                 | 7.2 (45.0)                 | 8.4 (47.1)                 | 10.4 (50.7)                | 12.4 (54.3)                | 14.3 (57.7)                | 16.4 (61.5)                | 12.7 (54.9)                |
| متوسط درجة الحرارة الصغرى °م (°ف)  | 13.2 (55.8)                | 13.3 (55.9)                | 11.3 (52.3)                | 8.3 (46.9)                 | 5.5 (41.9)                 | 2.7 (36.9)                 | 1.9 (35.4)                 | 3.4 (38.1)                 | 5.7 (42.3)                 | 7.8 (46.0)                 | 9.8 (49.6)                 | 12.0 (53.6)                | 7.9 (46.2)                 |
| الهطول مم (إنش)                    | 76.5 (3.01)                | 63.5 (2.50)                | 70.8 (2.79)                | 80.9 (3.19)                | 82.0 (3.23)                | 92.7 (3.65)                | 77.6 (3.06)                | 81.9 (3.22)                | 85.1 (3.35)                | 87.2 (3.43)                | 78.3 (3.08)                | 83.6 (3.29)                | 960.1 (37.80)              |
| متوسط أيام هطول الأمطار (≥ 1.0 mm) | 6.8                        | 5.8                        | 6.6                        | 6.5                        | 7.3                        | 8.2                        | 7.8                        | 8.6                        | 9.9                        | 9.4                        | 7.9                        | 8.6                        | 93.3                       |
| متوسط الرطوبة النسبية (%)          | 74.4                       | 78.5                       | 79.6                       | 83.0                       | 87.8                       | 89.6                       | 90.0                       | 86.6                       | 79.7                       | 76.9                       | 73.7                       | 74.2                       | 81.2                       |
| ساعات سطوع الشمس الشهرية           | 267.5                      | 231.4                      | 230.4                      | 196.2                      | 175.7                      | 143.3                      | 159.0                      | 182.2                      | 189.3                      | 221.4                      | 234.9                      | 241.1                      | 2٬472٫4                    |
| المصدر: NIWA Climate Data          |                            |                            |                            |                            |                            |                            |                            |                            |                            |                            |                            |                            |                            |

## توأمة
لنيلسون (مدينة) اتفاقيات توأمة مع كل من:
- يوريكا
- ميازو

## أعلام
- كاثلين كورتيس
- إدغار نيل
- جورج بينيت
- جيوفري بالمر
- إرنست رذرفورد
- ألان هنتر
- فرنسيس بيل
- ويليام جورج ستيفنز
- رود ديكسون
- إميلي كامينغ هاريس